# Cellular Telecommunications & Internet Association
Cellular Telecommunications & Internet Association (CTIA) är en internationell branschorganisation för tillverkare av trådlös kommunikationsutrustning.